# Morten Avnskjold
Morten Avnskjold, född 26 augusti 1979, är en dansk före detta fotbollsspelare som bland annat vann Superligaen med Herfølge BK säsongen 1999/2000 (han spelade en match).
Avnskjolds moderklubb var Rishøj IF.[källa behövs] Han har även spelat för bl.a. Køge BK, SønderjyskE och Landskrona BoIS.